# Regine Witkowski
Regine Witkowski (* 12. Juli 1934 in Chemnitz) ist eine deutsche Humangenetikerin.

## Leben
Witkowski absolvierte ihr Abitur 1953 in Limbach und studierte anschließend von 1952 bis 1958 Biologie mit dem Hauptfach Botanik an der Greifswalder Universität. Nach erfolgreichem Diplom mit einer Arbeit über die In-vitro-Kultur wurde ihr die Leitung eines Labors für Zellzüchtung an der Hautklinik der Berliner Charité angetragen. 1961 folgte die Promotion und 1969 die Habilitation über ein zytogenetisches Thema. Die Ernennung zur außerordentlichen Professorin erfolgte 1983. Im Jahr 1988 gründete Witkowski das Institut für Medizinische Genetik der Charité, deren Direktorin sie wurde und worauf die Ernennung zur ordentlichen Professorin folgte.
Als langjähriges Mitglied des Vorstandes der Gesellschaft für Humangenetik der DDR war sie am Aufbau organisatorischer Strukturen und an der Einführung der Weiterbildung zum Facharzt für Humangenetik und zum Fachhumangenetiker maßgeblich beteiligt, lehnte dabei einen Eintritt in die SED ab. Durch ihre maßgebende Mitarbeit an Fachbüchern wie „Lehrbuch der klinischen Genetik“, „Lexikon der Syndrome und Fehlbildungen“ sowie weiteren Werke und die mehr als 175 initiierten internationalen Fachkolloquien der Humangenetik ist sie in Deutschland und darüber hinaus zur anerkannten Humangenetikerin geworden. Es gelang ihr auch, durch die Möglichkeit des wissenschaftlichen Austausches, nicht nur fachliche, sondern auch persönliche Beziehungen zwischen Ost und West aufzubauen. 1999 erhielt sie das Bundesverdienstkreuz und 2008 die Ehrenmedaille der Deutschen Gesellschaft für Humangenetik.
In der evangelischen Kirchgemeinde von Berlin-Heinersdorf war Witkowski eine lange Zeit als Kirchenälteste aktiv tätig.

## Werke (Auswahl)
- Regine Witkowski, Otto Prokop, Eva Ullrich, Gundula Thiel: Lexikon der Syndrome und Fehlbildungen: Ursachen, Genetik, Risiken. Springer, 2003, ISBN 3-540-44305-3
- Charlotte Opitz, Regine Witkowski, Sigrid Tinschert: Genetisch bedingte Fehlbildungen im orofaziokranialen Bereich (Quintessenz Bibliothek) Sondereinband – 15. September 2001
- Regine Witkowski und Falko H. Herrmann: Einführung in Die Klinische Genetik (Wissenschaftliche Taschenbücher, Reihe Biologie), 31. Dezember 1989
- Regine Witkowski und Otto Prokop: Wörterbuch für die genetische Familienberatung in 3 Bdn. 1991
- Regine Witkowski und Otto Prokop: Genetik erblicher Syndrome und Missbildungen in 2 Tln.1983